# Myndy Crist
Myndy Crist (Detroit, 5 de febrero de 1975) es una actriz estadounidense de cine y televisión. Creció en el Condado de Marin, California, y se graduó en la Escuela de Cine y Teatro de UCLA. Myndy está casada con el actor Josh Stamberg.

## Filmografía

### Cine
| Año  | Título                                     | Rol            | Notas |
| ---- | ------------------------------------------ | -------------- | ----- |
| 1996 | Static                                     | Betty Jennings |       |
| 1997 | The Line                                   | Anne           | Corto |
| 2000 | Gun Shy                                    | Myrna          |       |
| 2000 | Hanging Up                                 | Kelly          |       |
| 2000 | Chain of Fools                             | Jeannie        |       |
| 2000 | What We Talk About When We Talk About Love | Laura          | Corto |
| 2002 | The Time Machine                           | Jogger         |       |
| 2007 | The Jane Austen Book Club                  | Lynne          |       |
| 2013 | Dark Skies                                 | Karen Jessop   |       |
| 2015 | Day Out of Days                            | Jen            |       |

### Televisión
| Año       | Título                                   | Rol                | Notas                            |
| --------- | ---------------------------------------- | ------------------ | -------------------------------- |
| 1995      | Living Single                            | Gail               | "Legal Briefs"                   |
| 1995      | New York Daze                            | Susan              | "Too Something"                  |
| 1997      | Damian Cromwell's Postcards from America | Elizabeth Elkins   |                                  |
| 1999      | The King of Queens                       | Jessica            | "Female Problems"                |
| 1999      | ER                                       | Valerie Page       | "How the Finch Stole Christmas"  |
| 2000      | ER                                       | Valerie Page       | "The Domino Heart"               |
| 2001      | Taking Back Our Town                     | Lisa LaVie         |                                  |
| 2001      | Ball & Chain                             | Mallory Bulson     |                                  |
| 2002      | The Guardian                             | Doris Greene       | "In Loco Parentis"               |
| 2002      | Baseball Wives                           | Nicole Camden      |                                  |
| 2002      | Breaking News                            | Janet LeClaire     |                                  |
| 2003      | Law & Order: Special Victims Unit        | Carrie Huitt       | "Futility"                       |
| 2003      | Without a Trace                          | Sarah Sellars      | "Confidence"                     |
| 2003      | Two and a Half Men                       | Wendy              | "Phase One, Complete"            |
| 2003-2004 | Six Feet Under                           | Dana               |                                  |
| 2004      | Cold Case                                | Dana Hunter        | "Factory Girls"                  |
| 2004      | House                                    | Elise Snow         | "Fidelity"                       |
| 2004      | NYPD Blue                                | Carly Landis       | "Fish Out of Water"              |
| 2005      | NYPD Blue                                | Carly Landis       | "Stoli with a Twist"             |
| 2005      | 24                                       | Melissa            | "Day 4: 9:00 a.m.-10:00 a.m."    |
| 2005      | CSI: Miami                               | Karla Jane Gardner | "Identity"                       |
| 2005      | Crossing Jordan                          | Andrea Carruthers  | "Death Goes On"                  |
| 2006      | Grey's Anatomy                           | Mrs. Hanson        | "Staring at the Sun"             |
| 2009      | Eleventh Hour                            | Veronica Reeves    | "Miracle"                        |
| 2009      | The Mentalist                            | Jessie Skelling    | "Carnelian, Inc."                |
| 2009      | Drop Dead Diva                           | Mindy Billmeyer    | "The 'F' Word"                   |
| 2010      | Bones                                    | Grace Redmon       | "The Predator in the Pool"       |
| 2010      | My Super Psycho Sweet 16: Part 2         | Carolyn Bell       |                                  |
| 2010      | The Whole Truth                          | Melanie            | "Young Love"                     |
| 2011      | NCIS: Los Angeles                        | Emily Chambers     | "Enemy Within"                   |
| 2013      | Emily Owens, M.D.                        | Nicole             | "Emily and... The Perfect Storm" |
| 2014      | CSI: Crime Scene Investigation           | Rebecca Brewer     | "The Book of Shadows"            |
| 2015      | NCIS                                     | Jennifer Vickers   | "No Good Deed"                   |
| 2015      | The Night Shift                          | Lisa Edwards       | "Moving On"                      |